# François Delort
Pour les articles homonymes, voir Delort.
François Delort (né le 3 novembre 1753 à Uzerche (Corrèze) et mort le 5 décembre 1831 dans la même ville) est un homme politique français.

## Biographie
Avocat à Uzerche, il est administrateur du département de la Corrèze en 1791, puis président du tribunal du district d'Uzerche en 1795. Il est élu député de la Corrèze au Conseil des Anciens le 23 germinal an V. Rallié au coup d'État du 18 Brumaire, il siège au corps législatif jusqu'en 1807. Il est conseiller à la cour impériale de Limoges de 1807 à 1829.

## Décoration
- Chevalier de la Légion d'honneur (1821)[1]

## Sources
- « François Delort », dans Adolphe Robert et Gaston Cougny, Dictionnaire des parlementaires français, Edgar Bourloton, 1889-1891 [détail de l’édition]